# Kliment Jefremovič Vorošilov
Kliment Jefremovič Vorošilov (rusky Климент Ефремович Ворошилов; 23. lednajul./ 4. února 1881greg. Verchněje, Jekatěrinoslavská gubernie, Ruské impérium – 2. prosince 1969 Moskva, Sovětský svaz), známý jako Rudý maršál, byl sovětský státník, politik a maršál SSSR. Jako velitel nebyl příliš kompetentní a za svou kariéru vděčil především blízkému osobnímu vztahu se Stalinem.

## Životopis
Vorošilov se narodil v osadě Verchněje v Bachmutském újezdu v Jekatěrinoslavské gubernii v Ruském impériu (nyní součást města Lysyčansk v Luhanské oblasti na Ukrajině), do rodiny zaměstnance železnice ruské národnosti. Podle sovětského generála Petra Grigorenka se sám Vorošilov zmínil nebo narážel na dědictví o své rodné zemi, Ukrajině, a o předchozím rodinném jménu Vorošilo.
Absolvoval pouze dva roky školní docházky, v mládí se živil jako dělník, pracoval v dolech aj. V roce 1899 se zapojil do dělnického hnutí a 1913 (podle jiných už 1905) se stal členem Ruské sociálně demokratické strany, ve které se přiklonil k bolševickému křídlu. V roce 1905 opustil zaměstnání a stal se profesionálním revolucionářem, jedním z vůdců sociálních demokratů v Luhansku. Organizoval stávky na různých místech včetně hlavního města a za revoluční činnost byl vězněn (1905) a ve vyhnanství. Od roku 1906 se znal se Stalinem a Leninem, kteří si jej časem oblíbili.
V březnu až listopadu 1917 působil v Luhansku jako předseda sovětu, stal se členem Všeruského výboru sovětů, od ledna do března 1918 řídil petrohradskou organizaci Čeky. Během občanské války se nakonec celkem úspěšně podílel na vedení operací Rudé armády mezi Donem a Volhou. Zde je ale nutno poznamenat, že poměr sil na frontách, kde velel, prakticky vylučoval možnost neúspěchu. Organizoval také vyvraždění bývalých carských důstojníků. Některými vojáky z povolání byl kritizován, že při bojích o Caricyn jeho nekompetence a ignorování rozkazů nadřízených značně zkomplikovalo situaci a prodloužilo boje.
V březnu 1918 převzal velení 5. armády ustupující před Němci od Kyjeva, úspěšně protáhl až k Caricynu a zaútočil z týlu na tamní Děnikinovy bílé jednotky, čímž zachránil město před dobytím (červenec 1918). Poté velel úspěšné obraně Caricynu (červenec – září 1918), kde působil zároveň i Stalin jako představitel sovětské vlády. V oblasti zůstal do konce roku (pomocník velitele Jižního frontu, velitel 10. armády), přičemž se Vorošilov a Stalin ostře střetli s velitelem Jižního frontu Sytinem a Trockým. Caricynská obrana jej proslavila po celé zemi. Po válce značně zveličoval své a Stalinovy zásluhy. Přineslo mu to nejen velkou proslulost, ale též Stalinovu přízeň, jehož se stal naprosto oddaným stoupencem.
Od ledna 1919 působil v Charkově v sovětské ukrajinské vládě ve funkci lidového komisaře vnitra, od května i velitele Charkovského vojenského okruhu. Při ústupu před Děnikinovou armádou krátce velel 14. armádě (červen – červenec 1919), do listopadu 1919 vystřídal ještě několik funkcí.
V listopadu 1919 byl jmenován komisařem 1. jízdní armády (velitel – S. M. Buďonnyj, další komisař – J. A. Ščaděnko), hlavní úderné síly Rudé armády na jihu. S 1. jízdní bojoval na Kubáni (do dubna 1920), poté s Poláky na západní Ukrajině (květen – říjen 1920). Patřil k delegátům X. sjezdu KSR(b), kteří se účastnili potlačení Kronštadtského povstání.

## Mezi válkami

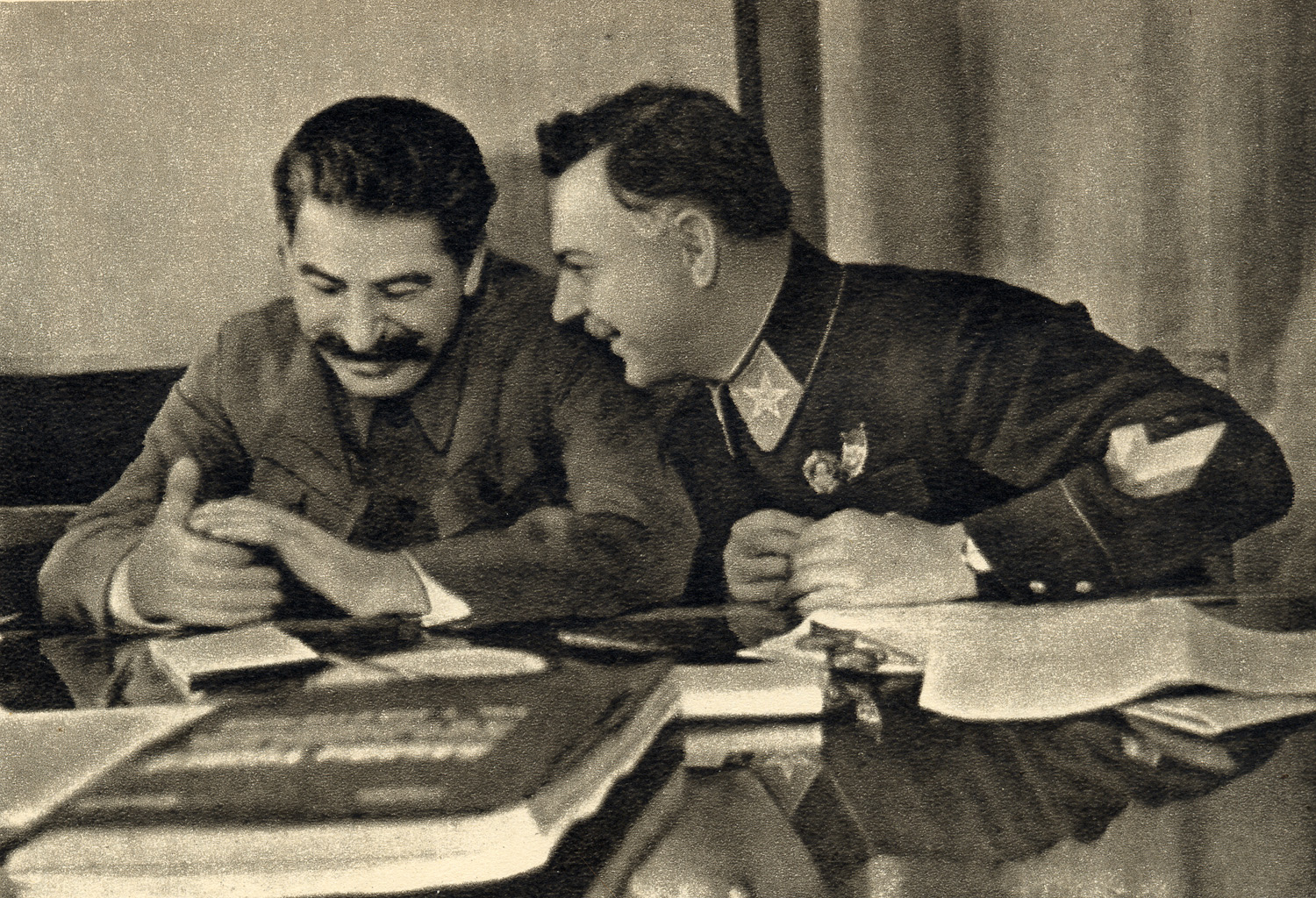
Stalin a Vorošilov

Po válce zůstal na jihu jako velitel Severokavkazského vojenského okruhu. Během období bojů o nástupnictví po Leninovi plně podporoval Stalina. V květnu 1924 nahradil odvolaného velitele Moskevského vojenského okruhu N. I. Muralova, stoupence Trockého. V lednu 1925 získal funkci náměstka lidového komisaře (= ministra) armády a námořnictva, po náhlé smrti svého nadřízeného Michaila Frunzeho zaujal jeho místo (od roku 1934 přejmenované na lidového komisaře obrany), na kterém zůstal až do svého odvolání v květnu 1940. Jeho 15 let výkonu funkce ministra obrany nikdo v sovětské historii nepřekonal. Přiměřeně stoupal i ve stranických funkcích, od června 1924 byl členem orgbyra, od ledna 1926 člen politbyra. Při zavedení vojenských hodností v roce 1935 se stal maršálem SSSR. V roce 1937 zasedl v Nejvyšším sovětu.
V polovině 20. let vedl reorganizaci Rudé armády, řídil všestranný rozvoj ozbrojených sil. Během jeho působení byla vypracována nová ofenzívní doktrína Rudé armády (štáb RA – B. M. Šapošnikov, V. K. Triandafillov) a výrazně modernizována výzbroj (náčelník vyzbrojování RA – M. N. Tuchačevskij). Jako věrný Stalinův stoupenec organizoval ve třicátých letech čistky v armádě, během nichž byla na základě vykonstruovaných soudních procesů vyvražděna většina jejího důstojnického sboru. Zároveň s tím společně s maršálem G. I. Kulikem zrevidoval bojové doktríny a uspořádání armády, které výše zmínění důstojníci vytvořili. Krom naprosto nekompetentních zásahů do zbrojních programů (záměrné opomíjení vývoje protitankového dělostřelectva, raketometů, zastaralá doktrína o použití tanků pouze k přímé podpoře pěchoty) oba maršálové zejména zanedbali logistické zajištění a výcvik armády, z kterýchžto nedostatků se Rudá armáda vzpamatovávala ještě dlouho po vypuknutí druhé světové války.
Neuspokojivý stav Rudé armády, jenž byl v plné míře odhalen speciální vojenskou komisí vrchního velení Rudé armády (v jejímž čele paradoxně zasedal on sám), byl právem připisován na vrub právě jemu. A jeho nástupce, mnohem schopnější velitel maršál Semjon Timošenko, dle svých slov potřeboval na obnovu plné bojeschopnosti Rudé armády nejméně pět let. Dostal však jen jeden rok.

## Druhá světová válka
Druhá světová válka přinesla prověření jeho osobních schopností v tvrdém boji, což mu rychle přineslo pád. Byl u plánování invaze do Polska, během které na jeho vrub padaly značné nedostatky v zásobování a řízení vojsk. Tuto neslavnou kapitolu svého vojenského působení ještě politicky přežil.
Vzápětí poté se podílel na plánování vpádu do Finska a měl hlavní zásluhu na zdrcujících porážkách, které Finové Rudé armádě uštědřili v prvních dvou měsících zimní války. Všechny své neúspěchy svedl na své podřízené. Nicméně jeho selhání bylo příliš okaté, a tak byl z postu komisaře obrany odvolán a nahrazen Timošenkem, který válku vítězně ukončil. V letech 1939–1940 organizoval zřizování táborů smrti pro nepohodlné polské válečné zajatce a obyvatele části Sovětským svazem obsazeného Běloruska a Ukrajiny.
Později byl jmenován do funkce náměstka předsedy rady lidových komisařů pro vojenské záležitosti. Nebylo to navždy, Stalin hodlal dát svému oblíbenci ještě šanci. Nakonec mu jich dal za Velké vlastenecké války hned několik, ale výsledkem bylo jen Stalinovo vystřízlivění.
Po vypuknutí války Stalin již více než šedesátiletého maršála jmenoval členem Státního výboru obrany a Stavky (obě funkce do listopadu 1944), velitelem Severozápadního směru a po zrušení tří velitelských směrů na podzim 1941 na místo toho zástupcem Stavky a velitelem Leningradského frontu. V obou funkcích ale katastrofálně selhal. Jeho chaotické velení mělo pro obranu města neblahé důsledky (např. nechal vytvářet a posílat na frontu oddíly domobrany ze zcela nevycvičených dělníků, vyzbrojených pouze brokovnicemi a revolvery). Počátkem února byl jmenován zástupcem Stavky u Volchovského frontu, který měl ulehčit Leningradu. Výsledkem byl neúspěch, z nějž obvinil velitele frontu. Stalin jej veřejně vybídl, aby převzal velení osobně a ukázal, jak se to má dělat. On však tuto nabídku odmítl a znechucený Stalin vydal prohlášení, ve kterém shrnul veškeré výsledky jeho působení v armádě, konstatoval jeho neschopnost plnit vojenské povinnosti na frontě a rozhodl, že příště bude pracovat jen v méně důležitých funkcích.
V září 1942 se stal velitelem partyzánského hnutí (poslední významná funkce v jeho vojenské kariéře), zde svou autoritou vymohl více prostředků i lidí, ale snahou o zavedení vojenských standardů si znepřátelil stranické funkcionáře působící ve štábech partyzánského hnutí a v květnu 1943 byl odvolán. Poté působil jako představitel Stavky na frontách a v různých vládních komisích: od května do září 1943 ve Výboru pro trofeje (válečnou kořist), od září 1943 do června 1944 v Komisi pro otázky příměří.

## Poválečné období

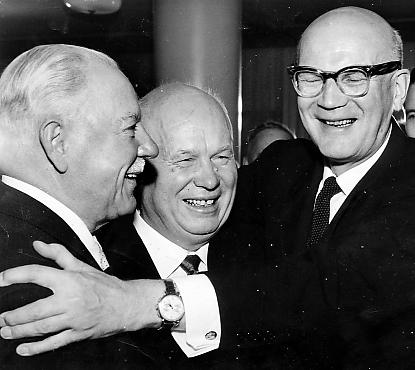
Vorošilov s Chruščovem a Urho Kekkonenem v roce 1960

Po druhé světové válce zůstal nadále členem nejužšího stranického vedení země – politbyra VKS(b), ale přestal být vnímán jako představitel armády. V letech 1944–1947 byl předsedou sovětské kontrolní komise v Maďarsku. Zůstal Stalinovým náměstkem v radě ministrů, kde zodpovídal za kulturní resorty.
Na konci 40. let se ocitl ve Stalinově nemilosti a přestal být zván na zasedání politbyra (když už byl pozván, občas tam nebyl dlouho). Své místo v oficiální hierarchii si však zachoval (zpravidla na pátém místě za Stalinem, Malenkovem, Berijou a Molotovem).
Po Stalinově smrti v březnu 1953 se stal předsedou prezidia Nejvyššího sovětu SSSR – oficiální hlavou státu. Odvolán byl teprve v roce 1960, kdy na jeho místo nastoupil Leonid Iljič Brežněv.

## Spolupachatel Katyňského masakru

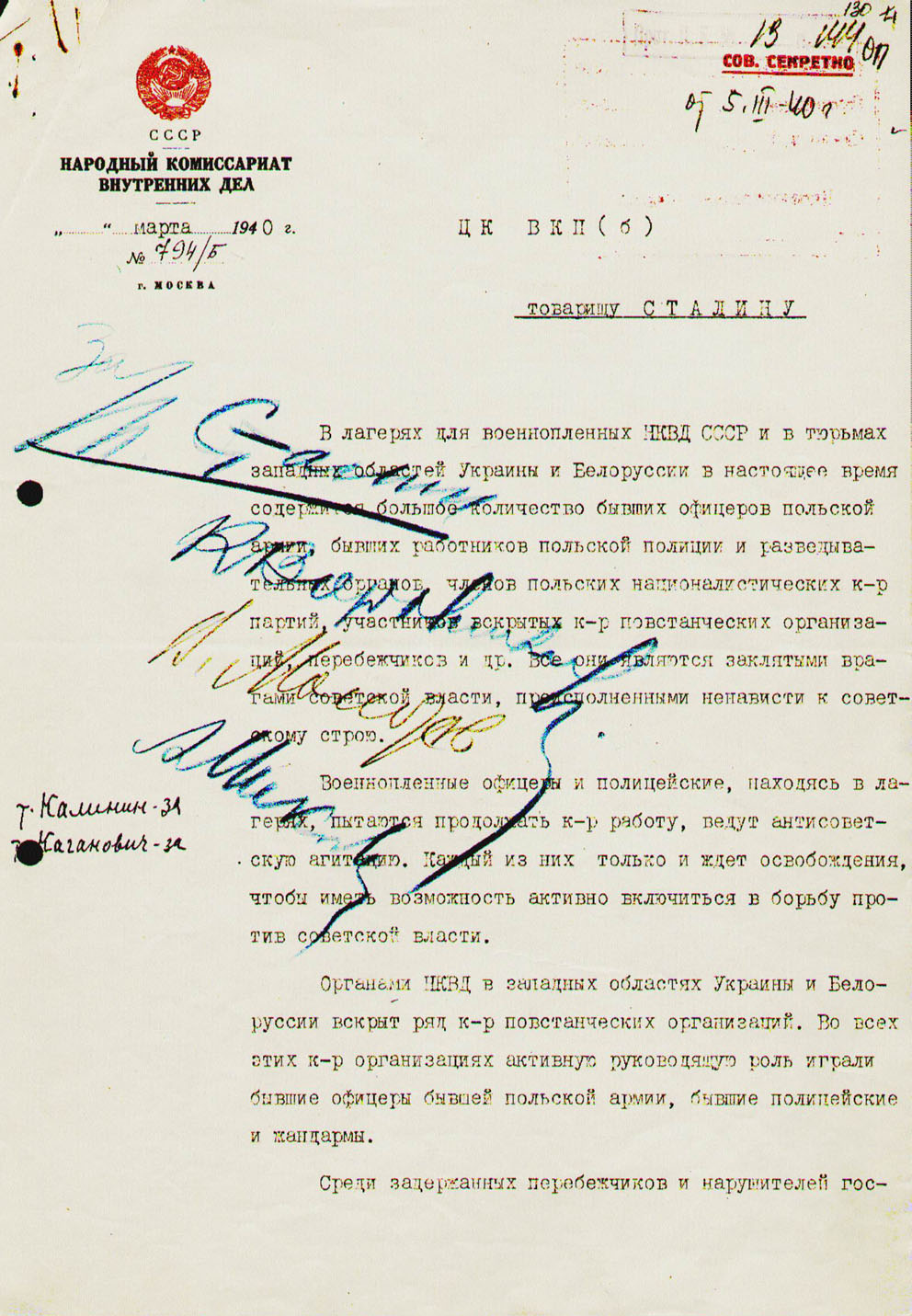
Příkaz k vraždě polských zajatců podepsaný Stalinem, vrchním sovětským vůdcem, Klimentem Vorošilovem, významným maršálem Rudé armády, Molotovem, sovětským diplomatem, a také Anastázem Mikojanem, vrchní autoritou Státního výboru obrany a souhlas k vraždě podepsaný Michailem Kalininem a Lazarem Kaganovičem

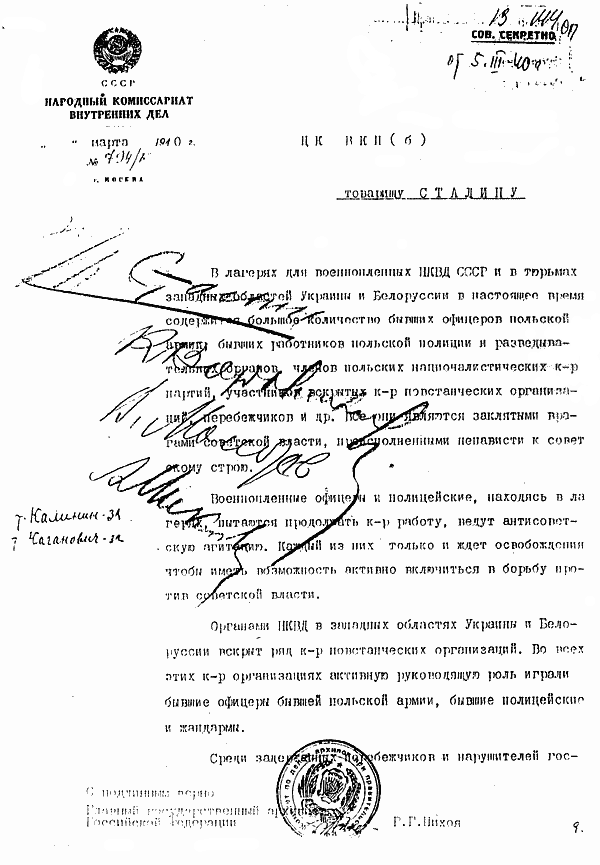
Berijův doplněk
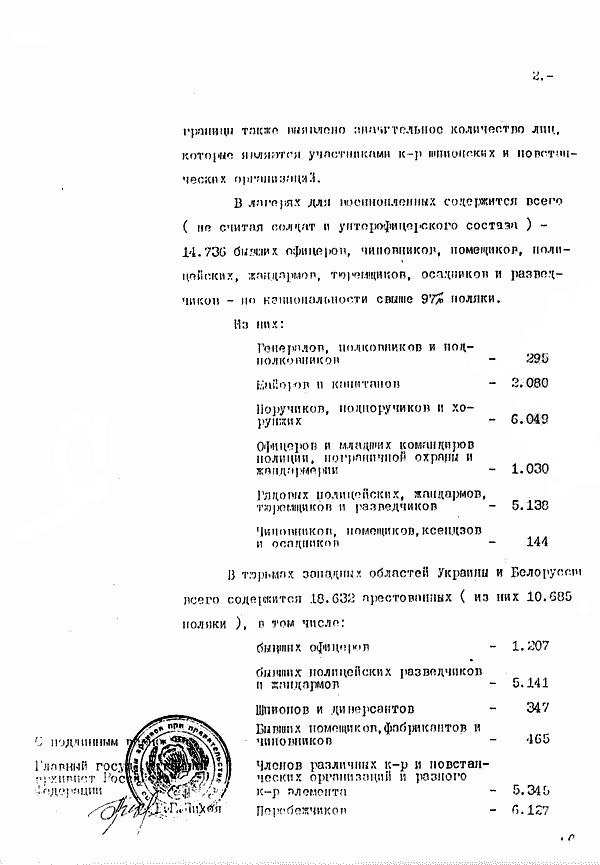
str. 2
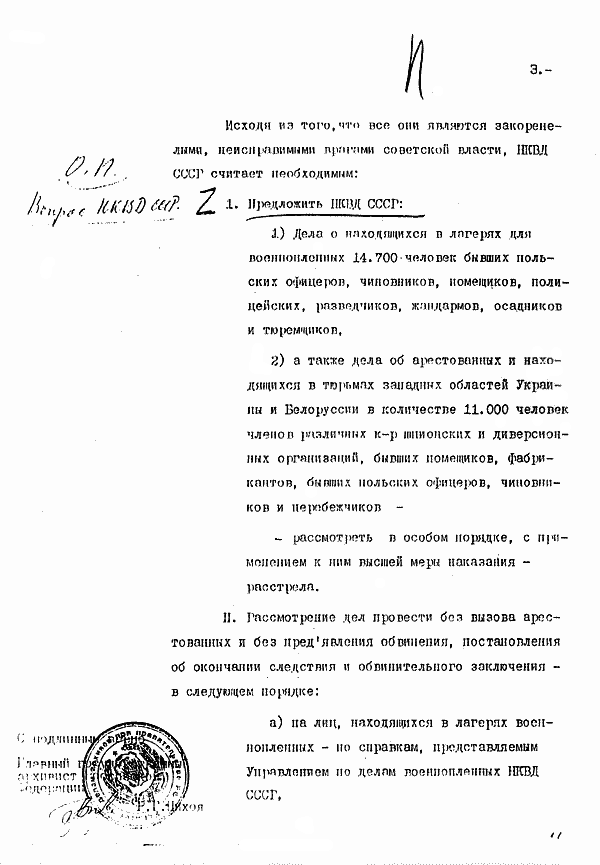
str. 3
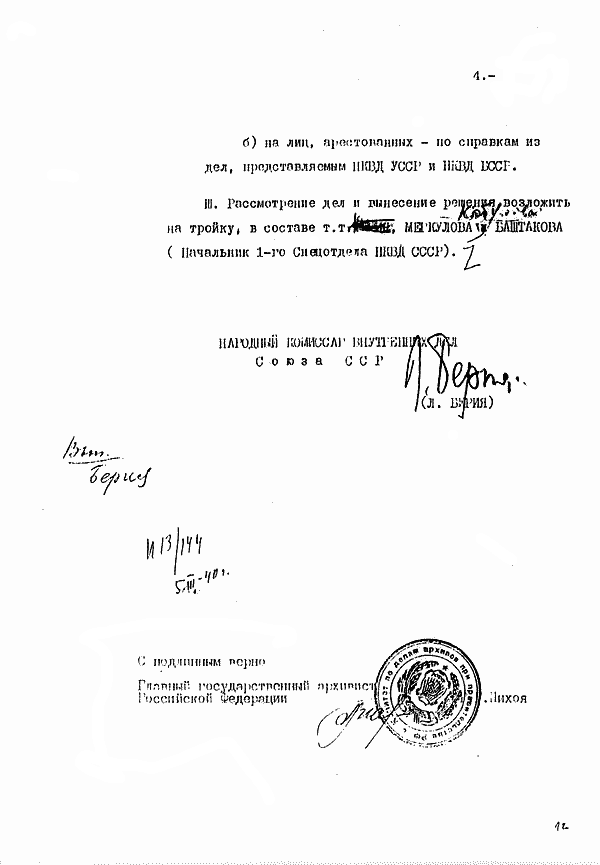
str. 4